# Lipocallia australensis
Lipocallia australensis är en insektsart som beskrevs av George Willis Kirkaldy 1906. Lipocallia australensis ingår i släktet Lipocallia och familjen sköldstritar. Inga underarter finns listade i Catalogue of Life.